# Campeonato Panamericano de Balonmano Femenino Juvenil
El Campeonato Panamericano de Balonmano Femenino Juvenil es una competición internacional para mujeres menores de 18 años de equipos de balonmano de América. El torneo, que se celebra cada dos años, clasifica para el Campeonato Mundial de la especialidad.

## Ediciones
| N.º  | Año  | Sede      | Oro    | Plata                | Bronce      |
| ---- | ---- | --------- | ------ | -------------------- | ----------- |
| I    | 2001 | Brasil    | Brasil | Argentina            | Uruguay     |
| II   | 2003 | Brasil    | Brasil | Argentina            | Chile       |
| III  | 2004 | Brasil    | Brasil | Argentina            | Uruguay     |
| IV   | 2005 | Brasil    | Brasil | Argentina            | Groenlandia |
| V    | 2006 | Brasil    | Brasil | Argentina            | Uruguay     |
| VI   | 2007 | Brasil    | Brasil | Puerto Rico          | Argentina   |
| VII  | 2008 | Brasil    | Brasil | Argentina            | Puerto Rico |
| VIII | 2010 | Brasil    | Brasil | República Dominicana | Argentina   |
| IX   | 2012 | Chile     | Brasil | Uruguay              | Paraguay    |
| X    | 2014 | Brasil    | Brasil | Paraguay             | Argentina   |
| XI   | 2016 | Chile     | Brasil | Paraguay             | Argentina   |
| XII  | 2018 | Argentina | Brasil | Chile                | Argentina   |

## Medallero
| Pos. | Selección            |    |   |   | Total |
| ---- | -------------------- | -- | - | - | ----- |
| 1    | Brasil               | 12 | 0 | 0 | 12    |
| 2    | Argentina            | 0  | 7 | 4 | 11    |
| 3    | Paraguay             | 0  | 2 | 1 | 3     |
| 4    | Uruguay              | 0  | 1 | 4 | 5     |
| 5    | Chile                | 0  | 1 | 1 | 2     |
| 6    | República Dominicana | 0  | 1 | 0 | 1     |
| 7    | Groenlandia          | 0  | 0 | 1 | 1     |
| 8    | Puerto Rico          | 0  | 0 | 1 | 1     |